# Child in Time
〈Child in TIme〉는 영국 하드 록 밴드 딥 퍼플의 곡이다. 

## 구성
- 이언 길런 : 보컬
- 리치 블랙모어 : 기타
- 로저 글로버 : 베이스 기타
- 존 로드 : 오르간
- 이언 페이스 : 드럼

## 같이 보기
- 딥 퍼플의 음반 목록